# Wiesław Mossakowski
Wiesław Antoni Mossakowski (ur. 16 stycznia 1949 w Bydgoszczy, zm. 15 maja 2021) – polski prawnik, prof. dr hab.

## Życiorys
Był absolwentem V Liceum Ogólnokształcącego w Bydgoszczy (1967) oraz studiów prawniczych na Uniwersytecie Mikołaja Kopernika w Toruniu (1974). Po studiach pracował w Rejonowej Dyrekcji Rozbudowy Miast i Osiedli Miejskich w Bydgoszczy (1976-1979). Przedsiębiorstwie Remontowo-Budowlanym Gospodarki Komunalnej nr 2 w Bydgoszczy (1976), Urzędach Gminy w Pruszczu i Rogowie (1976-1979) oraz Urzędzie Wojewódzkim w Bydgoszczy (1979-1991). W 1983 ukończył aplikację radcowską. Od 1986 do 1991 koordynował prace Zespołu Radców Prawnych w Bydgoszczy. W 1990 obronił pracę doktorską Accusator w rzymskich procesach de repetundis w okresie republiki napisaną pod kierunkiem Władysława Bojarskiego. Od 1991 pracował jako adiunkt w Katedrze Prawa Kanonicznego na Wydziale Prawa i Administracji Uniwersytetu Mikołaja Kopernika w Toruniu (był jej kierownikiem od 2001). 14 czerwca 2000 habilitował się na podstawie pracy zatytułowanej Azyl w późnym Cesarstwie Rzymskim (confugium ad statuas, confugium ad ecclesias). W 2004 został profesorem nadzwyczajnym UMK.
Był odznaczony Medalem Komisji Edukacji Narodowej.